# Federal Emergency Management Agency
Federal Emergency Management Agency (zkráceně FEMA, česky doslova federální agentura pro krizové řízení) je agentura Spojených států amerických, původně zřízená prezidentským exekutivním nařízením č. 12127 prezidenta Jimmyho Cartera z července roku 1978 s účinností od 1. dubna 1979. Od roku 2003 FEMA spadá pod ministerstvo vnitřní bezpečnosti (Department of Homeland Security).
Účelem FEMA je koordinovat odpověď na živelní pohromy nebo nehody většího rozsahu, které na území USA (popř. jeho teritorií) nastanou a jejichž velikost přesáhne možnosti místních autorit či daného státu si s nimi poradit. Guvernér postiženého státu pak vyhlásí stav pohotovosti a formálně požádá prezidenta, aby FEMA a federální vláda pomohla danou katastrofu zvládnout.
Hlavní náplní FEMA jsou práce „v terénu“, nicméně může poskytnout další služby jako lidské zdroje (experty na tu kterou oblast) a financování přestavby infrastruktury ve spolupráci se Small Business Administration. FEMA taktéž asistuje firmám i jedincům sjednat nízkoúrokové půjčky (na obnovu po následcích dané katastrofy) a financuje trénink osob napříč celými Spojenými státy v tom, jak reagovat na krizové situace tohoto rozsahu.

## Historie

Znak FEMA před jejím začleněním pod Department of Homeland Security v roce 2003

Organizace podobného zaměření jako FEMA existovala již od počátku 19. století (roku 1803, kdy 7. kongres schválil několik opatření v Kongresovém nařízení (Congressional Act of 1803), který zajistil daňovou úlevu na dovážené zboží obchodníkům z Portsmouthu). Do roku 1930 bylo do legislativy USA přijato více než 100 zákonů či jiných opatření pro kompenzaci po živelní pohromě. Po vypuknutí Velké hospodářské krize, v roce 1932 prezident Herbert Hoover nechal zřídit Reconstruction Finance Corporation (česky přibližně: Korporace financující přestavbu), jejímž účelem bylo půjčovat peníze bankám a institucím pro stimulaci ekonomiky. Podobný úřad, Bureau of Public Roads (Úřad veřejných silnic), zřízený v roce 1934 měl pravomoci financovat přestavbu dálnic a silnic po živelní katastrofě. Na začátku 60. let 20. století bylo zřízeno Department of Housing and Urban Development (Ministerstvo pro vývoj bytové a městské situace), který pod sebou vytvořil Federal Disaster Assistance Administration (Federální správa pomoci při (živelních) pohromách), coby přímého předchůdce FEMA, jenž fungoval na místě FEMA až do jejího vzniku v roce 1979.
Vznikem FEMA tato agentura pojmula povinnosti předchozích úřadů jako Federal Insurance Administration, National Fire Prevention and Control Administration, National Weather Service Community Preparedness Program, Federal Preparedness Agency of the General Services Administration a Federal Disaster Assistance Administration. FEMA taktéž získala odpovědnost dohlížet nad civilní obranou země, jež byla předtím řízena agenturou Defense Civil Preparedness Agency při ministerstvu obrany.
V roce 1993 prezident Clinton vyzdvihl úřad FEMA na úroveň jeho kabinetu a jmenoval jejího nového ředitele Jamese Lee Witta. Witt provedl reformy namířené pro lepší zvládnutí migrace obyvatel, které by v případě velké katastrofy mohly nastat, a přemístil část velkých zdrojů FEMA od civilní obrany (která po konci Studené války nebyla už tolik potřeba) směrem ke zvládání ryze přírodních katastrof.

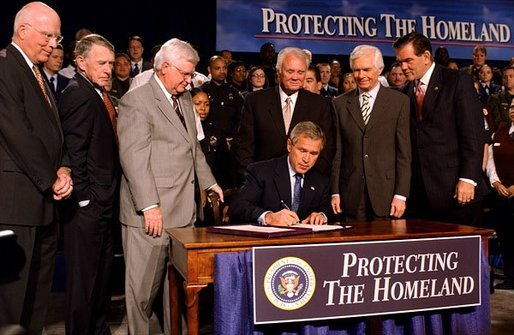
Prezident George W. Bush podepisuje nařízení Homeland Security Appropriations Act of 2004

Po útocích z 11. září 2001 schválil Kongres nařízením Homeland Security Act z roku 2002 vytvoření oddělení Department of Homeland Security. FEMA do něj byla absorbována v roce 2003 a stala se součástí ředitelství Emergency Preparedness and Response Directorate (česky přibližně: Vedení připravenosti a odpovědi na (situace) pohotovosti) při tomto oddělení. V lednu 2003 se ředitelem FEMA stal Michael D. Brown.

## Některé katastrofy na území USA a odpověď FEMA na ně
Od svého vzniku reagovala FEMA na několik větších katastrof. Jedna z prvních bylo zvládnutí uvolnění toxického odpadu do kanálu Love Canal v Niagarských vodopádech a jadernou havárii v elektrárně Three Mile Island z pozdních 70. let 20. století, při kterých se v koordinaci zvládnutí krize prokázaly určité nedostatky. Z minulých let zasahovala při hurikánu Andrew z roku 1992, útocích z 11. září 2001, hurikánech na Floridě z roku 2004, hurikánu Katrina z roku 2005, sněhové bouři v Buffalo z října 2006, tornádech v Dumas ve státě Arkansas z února 2007 a rozsáhlých požárech v Kalifornii z října 2007.
K zásahu FEMA je obvykle třeba výslovné žádosti guvernéra příslušného státu, v němž k mimořádné situaci došlo. Výjimkou jsou události, které zasáhnou federální majetek, jako například při bombovém útoku v Oklahoma City z roku 1995 (cílem byla budova Alfred P. Murrah Federal Building) nebo při nehodě raketoplánu Columbia v roce 2003.
V dubnu 2023 je FEMA žalována za nedostatek obnovitelné energie při rekonstrukci elektrické sítě ve státě Portoriko.

## Organizace

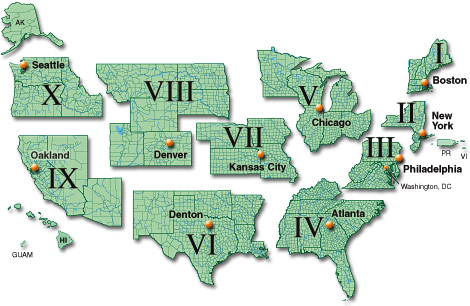
Regiony USA, jak je má rozděleny FEMA. (Jejich centra jsou vyznačena oranžovými body.)

Administrátorem agentury FEMA je v současné době R. David Paulison, jehož funkce je mj. referovat o činnosti agentury nadřízenému celku, kterým je tajemník Department of Homeland Security. Pod agenturu FEMA spadá ředitelství National Continuity Programs Directorate, jenž se stará o programy Continuity of Operations a Continuity of Government, jejichž cílem je zajištění metodiky a praktického provedení kontinuity fungování vedení země v čase krize, která by postihla celou zemi.

### Statistika
Za rok 2008 měla FEMA 6651 zaměstnanců a rozpočet 5,8 mld dolarů.